# Fretigney-et-Velloreille
Pour les articles homonymes, voir Velloreille.
Fretigney-et-Velloreille est une commune française située dans le département de la Haute-Saône, la région culturelle et historique de Franche-Comté et la région administrative Bourgogne-Franche-Comté.
Ses habitants sont appelés les Fretins.

## Géographie
Le village de Fretigney-et-Velloreille est situé à 23 km de Vesoul, 35 km de Gray et de Besançon, à la limite des régions naturelles de la vallée de la Saône et des plateaux calcaires de la Haute-Saône.
Située à 240 mètres d'altitude, Fretigney-et-Velloreille s'étend sur 22 km2 et comprend le hameau de Velloreille.

### Communes limitrophes
| La Romaine (Vezet)           | La Romaine (Le Pont-de-Planches) | Neuvelle-lès-la-Charité, Bourguignon-lès-la-Charité |
| Les Bâties, Vaux-le-Moncelot | Fretigney-et-Velloreille         | Maizières                                           |
| Frasne-le-Château            | Oiselay-et-Grachaux, Cordonnet   | Recologne-lès-Rioz, Villers-Bouton                  |

### Hydrographie
Les étangs de Presles, appartenant à la commune et dont la superficie totale est de plus de deux hectares, se trouvent à Fretigney-et-Velloreille et sont appréciés par les pêcheurs.

### Climat
Pour des articles plus généraux, voir Climat de la Bourgogne-Franche-Comté et Climat de la Haute-Saône.
En 2010, le climat de la commune est de type climat des marges montargnardes, selon une étude du Centre national de la recherche scientifique s'appuyant sur une série de données couvrant la période 1971-2000. En 2020, Météo-France publie une typologie des climats de la France métropolitaine dans laquelle la commune est exposée à un climat semi-continental et est dans la région climatique  Lorraine, plateau de Langres, Morvan, caractérisée par un hiver rude (1,5 °C), des vents modérés et des brouillards fréquents en automne et hiver. 
Pour la période 1971-2000, la température annuelle moyenne est de 10,5 °C, avec une amplitude thermique annuelle de 17,1 °C. Le cumul annuel moyen de précipitations est de 1 021 mm, avec 12,6 jours de précipitations en janvier et 9,4 jours en juillet. Pour la période 1991-2020, la température moyenne annuelle observée sur la station météorologique de Météo-France la plus proche, « Bucey-lès-Gy », sur la commune de Bucey-lès-Gy à 11 km à vol d'oiseau, est de 11,6 °C et le cumul annuel moyen de précipitations est de 1 032,6 mm. 
La température maximale relevée sur cette station est de 41,5 °C, atteinte le 8 août 2003 ; la température minimale est de −23 °C, atteinte le 2 janvier 1971,,. 
Les paramètres climatiques de la commune ont été estimés pour le milieu du siècle (2041-2070) selon différents scénarios d'émission de gaz à effet de serre à partir des nouvelles projections climatiques de référence DRIAS-2020. Ils sont consultables sur un site dédié publié par Météo-France en novembre 2022.

## Urbanisme

### Typologie
Au 1er janvier 2024, Fretigney-et-Velloreille est catégorisée bourg rural, selon la nouvelle grille communale de densité à sept niveaux définie par l'Insee en 2022.
Elle est située hors unité urbaine. Par ailleurs la commune fait partie de l'aire d'attraction de Besançon, dont elle est une commune de la couronne,. Cette aire, qui regroupe 310 communes, est catégorisée dans les aires de 200 000 à moins de 700 000 habitants,.

### Occupation des sols
L'occupation des sols de la commune, telle qu'elle ressort de la base de données européenne d’occupation biophysique des sols Corine Land Cover (CLC), est marquée par l'importance des forêts et milieux semi-naturels (55,9 % en 2018), une proportion sensiblement équivalente à celle de 1990 (55,6 %). La répartition détaillée en 2018 est la suivante : 
forêts (36 %), zones agricoles hétérogènes (23,5 %), milieux à végétation arbustive et/ou herbacée (20 %), terres arables (9,7 %), prairies (5,6 %), zones industrielles ou commerciales et réseaux de communication (3,1 %), zones urbanisées (2,2 %). L'évolution de l’occupation des sols de la commune et de ses infrastructures peut être observée sur les différentes représentations cartographiques du territoire : la carte de Cassini (XVIIIe siècle), la carte d'état-major (1820-1866) et les cartes ou photos aériennes de l'IGN pour la période actuelle (1950 à aujourd'hui).

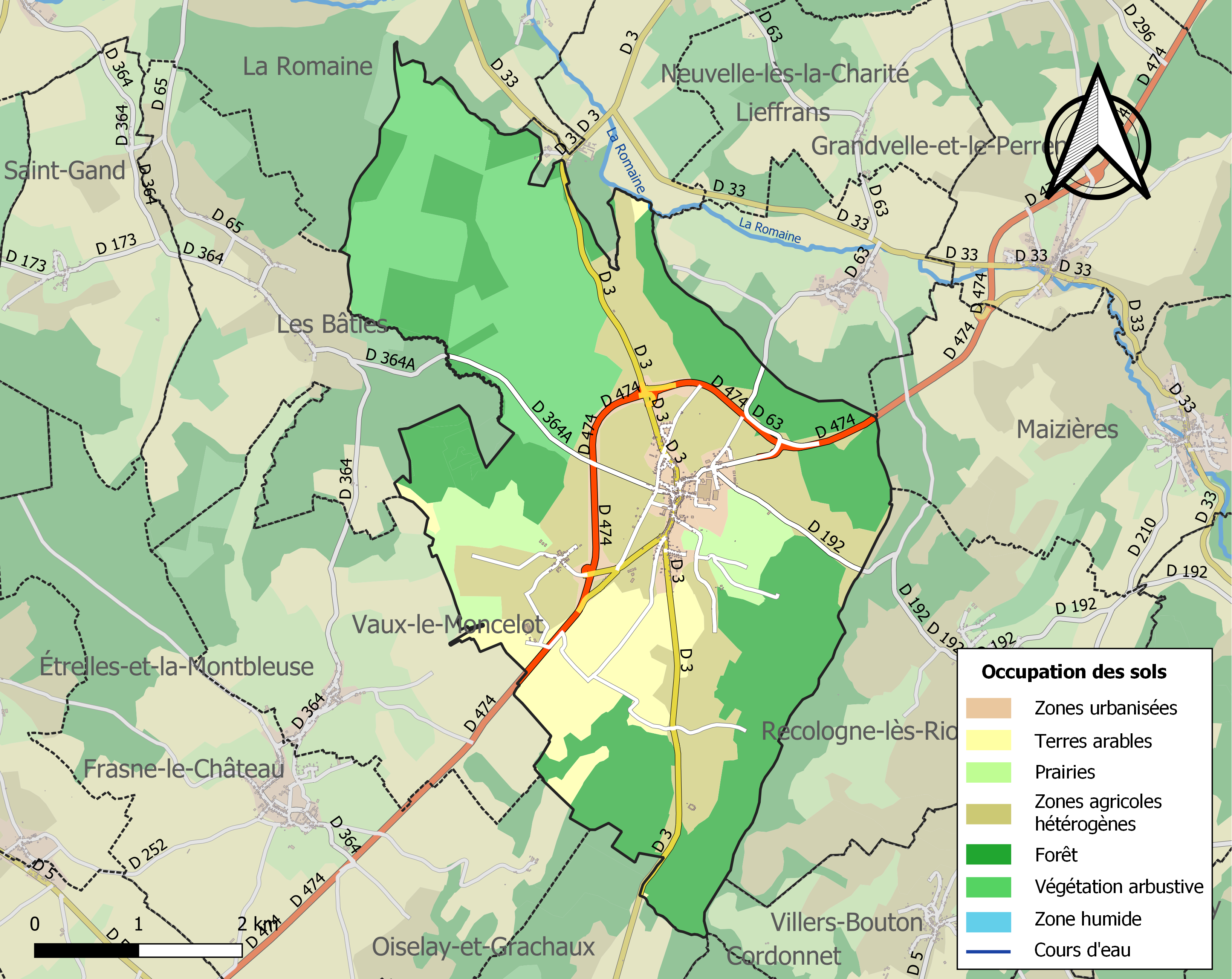
Carte des infrastructures et de l'occupation des sols de la commune en 2018 (CLC).

## Histoire
Les communes de Fretigney et de Velloreille-lès-Fretigney, créées en 1793, ont été fusionnées en par un décret du 9 septembre 1806, formant Fretigney-et Velloreille.
Velloreille-lès-Fretigney comptait alors 83 habitants, essentiellement des paysans et ouvriers agricoles[réf. nécessaire].

## Politique et administration

### Rattachements administratifs et électoraux
La commune fait partie de l'arrondissement de Vesoul du département de la Haute-Saône, en région Bourgogne-Franche-Comté. Pour l'élection des députés, elle dépend de la première circonscription de la Haute-Saône.
Elle faisait partie depuis 1793 du Canton de Fresne-Saint-Mamès. Dans le cadre du redécoupage cantonal de 2014 en France, la commune est désormais rattachée au canton de Scey-sur-Saône-et-Saint-Albin.

### Intercommunalité
Fretigney-et-Velloreille est membre depuis 2007 de la communauté de communes des Monts de Gy, un établissement public de coopération intercommunale (EPCI) à fiscalité propre créé fin 1999 et auquel la commune a transféré un certain nombre de ses compétences, dans les conditions déterminées par le code général des collectivités territoriales.

### Liste des maires
| Période                                  | Période                        | Identité              | Étiquette | Qualité |
| ---------------------------------------- | ------------------------------ | --------------------- | --------- | --- |
| Les données manquantes sont à compléter. |                                |                       |           | |
| 1895                                     | 1901                           | Auguste Bussoy        |           | |
| 1901                                     | 1913                           | Antoine Dupaillet     |           | |
| 1913                                     | 1918                           | Pierre Mourlot        |           | |
| 1918                                     | 1918                           | Claude-Joseph Belotte |           | |
| 1919                                     | 1925                           | Pernin Émile          |           | |
| 1925                                     | avril 1942                     | Félix Bussoy          |           | |
| avril 1942                               | 1945                           | Paul Sandoz           |           | |
| 1945                                     | mars 1953                      | Félix Bussoy          |           | |
| mars 1953                                | mars 1971                      | André Travaillot      |           | |
| mars 1971                                | mars 1977                      | Charles Beuret        |           | |
| mars 1977                                | janvier 1994                   | Michel Vuillemard     |           | |
| janvier 1994                             | mars 2008                      | André Huguin          | UMP       | Conseiller général de Fresne-Saint-Mamès (1995 → 2011)                                                                                        |
| mars 2008                                | En cours (au 25 novembre 2020) | Nicole Milesi         |           | Retraitée comptabilité Présidente de la CC des monts de Gy (2014 → ) Chevalier de l'Ordre national du mérite Réélue pour le mandat 2020-2026, |

## Population et société

### Démographie
L'évolution du nombre d'habitants est connue à travers les recensements de la population effectués dans la commune depuis 1793. Pour les communes de moins de 10 000 habitants, une enquête de recensement portant sur toute la population est réalisée tous les cinq ans, les populations de référence des années intermédiaires étant quant à elles estimées par interpolation ou extrapolation. Pour la commune, le premier recensement exhaustif entrant dans le cadre du nouveau dispositif a été réalisé en 2005.

En 2022, la commune comptait 751 habitants, en évolution de +2,04 % par rapport à 2016 (Haute-Saône : −1,4 %, France hors Mayotte : +2,11 %).
| 1793 | 1800 | 1806 | 1821 | 1831 | 1836 | 1841 | 1846 | 1851 |
| ---- | ---- | ---- | ---- | ---- | ---- | ---- | ---- | ---- |
| 572  | 768  | 798  | 925  | 924  | 976  | 997  | 915  | 916  |

| 1856 | 1861 | 1866 | 1872 | 1876 | 1881 | 1886 | 1891 | 1896 |
| ---- | ---- | ---- | ---- | ---- | ---- | ---- | ---- | ---- |
| 803  | 767  | 776  | 709  | 668  | 638  | 607  | 586  | 543  |

| 1901 | 1906 | 1911 | 1921 | 1926 | 1931 | 1936 | 1946 | 1954 |
| ---- | ---- | ---- | ---- | ---- | ---- | ---- | ---- | ---- |
| 525  | 532  | 535  | 502  | 544  | 572  | 593  | 604  | 588  |

| 1962 | 1968 | 1975 | 1982 | 1990 | 1999 | 2005 | 2006 | 2010 |
| ---- | ---- | ---- | ---- | ---- | ---- | ---- | ---- | ---- |
| 601  | 799  | 746  | 659  | 577  | 626  | 645  | 663  | 683  |

| 2015 | 2020 | 2022 | - | - | - | - | - | - |
| ---- | ---- | ---- | - | - | - | - | - | - |
| 733  | 747  | 751  | - | - | - | - | - | - |

### Équipements et services

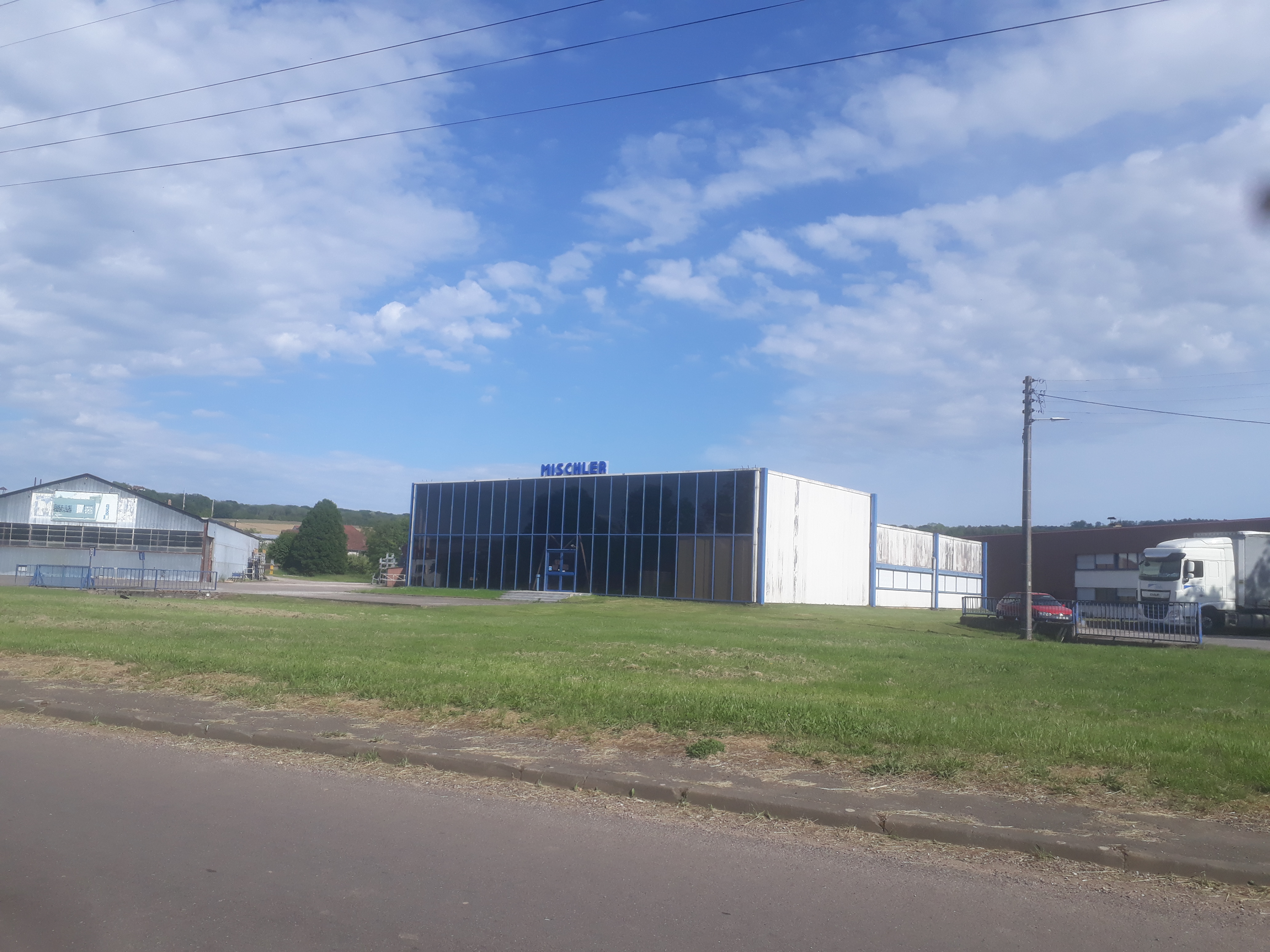
L'entreprise Mischler à Frétigney.

Fretigney est un village aux équipements relativement complets  puisqu'on peut y trouver des commerces et services de proximité (boulangerie, bureau de tabac, bar, coiffeur, supérette, dentiste, docteur, podologue, pharmacie…), des artisans ou entrepreneurs, des  associations sportives ou culturelles, une caserne de pompiers, une école maternelle et de nombreuses infrastructures (église, HLM, salle des fêtes (rue de Fourouze), gymnase, terrains de football et pétanque, étangs…).
Le service de la cantine scolaire a été créé 2 mai 1996 par la commune, puis repris par le syndicat des écoles et efin par la communauté de communes des Monts de Gy en 2008. Depuis, un bâtiment neuf a été construit et accueille, en 2015-2016, 80 élèves, sous gestion de la fédération des œuvres laïques (FOL). La création d'une micro-crèche par la communauté de communes dans les locaux de l’ancienne salle polyvalente est prévue en janvier 2017 à côté du pôle éducatif, lui-même rénové en 2015, et qui accueillait à la rentrée 2015 près de 140 élèves de la petite section au cours moyens (CM2),.

## Culture locale et patrimoine

### Lieux et monuments
- L'église Saint-Julien de Fretigney-et-Velloreille, construite de 1752 à 1762[28], est inscrite à l'inventaire des monuments historiques par arrêté du 3 juin 1988[29], dont cinq tableaux d'un anonyme du XVIIIe siècle, Sainte-Agathe, Saint-Charles, la Vierge à l’enfant donnant le rosaire, le baptême du Christ et l’Immaculée Conception ont été restaurés en 2014[30],[31].

- La glacière de l'ancienne abbaye Notre-Dame de la Charité : située sur la commune, elle est inscrite à l'inventaire des monuments historiques par arrêté du 30 octobre 2002[32].

- La grotte de la Baume Noire qui abrite de nombreux chiroptères.
- La fontaine ronde de 1884 située place de la Mairie.
- Le lavoir au fil de l'eau sur le ruisseau de la fontaine des Duits, affluent rive gauche de la Romaine.

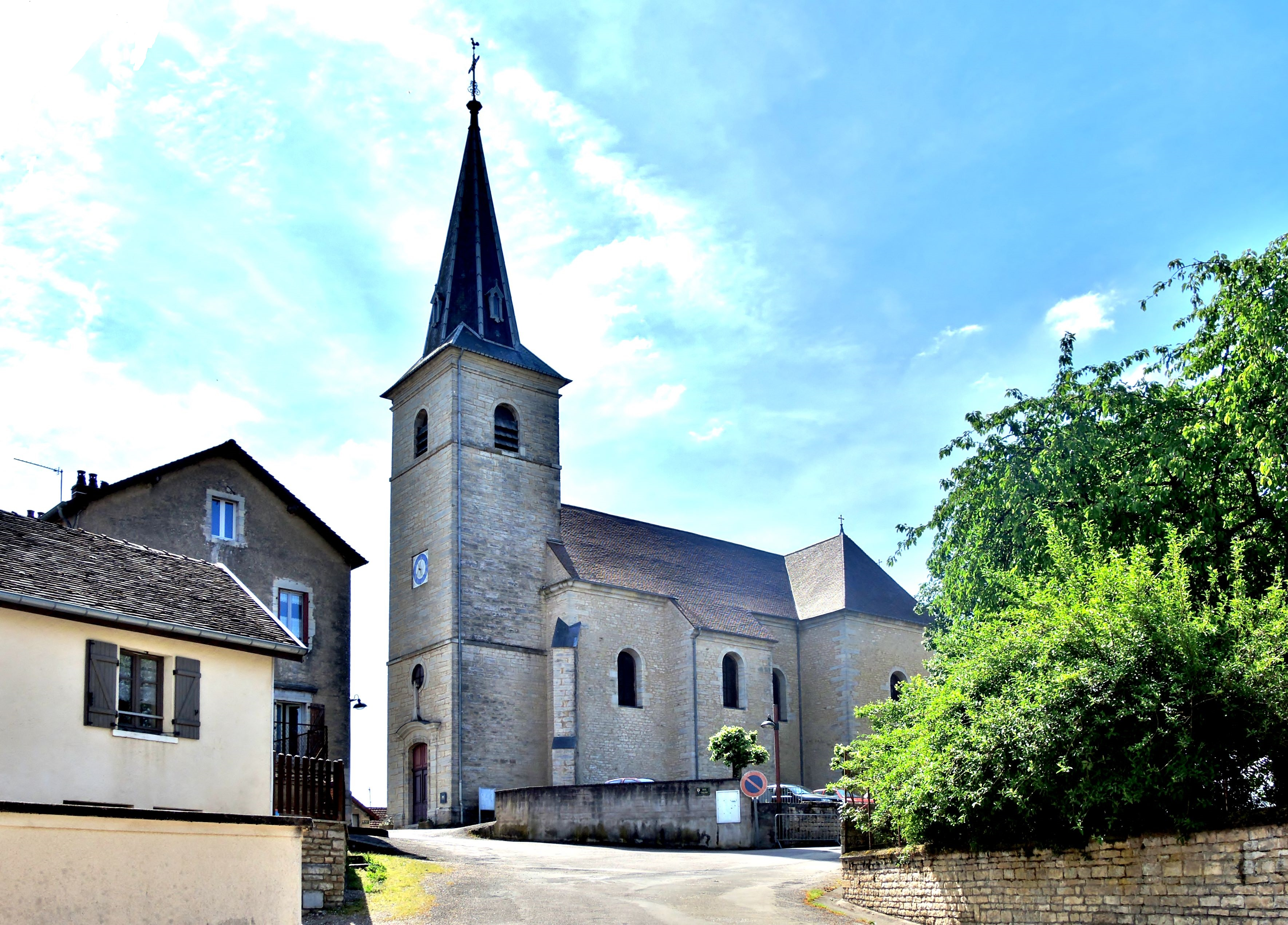
L'église Saint Julien.
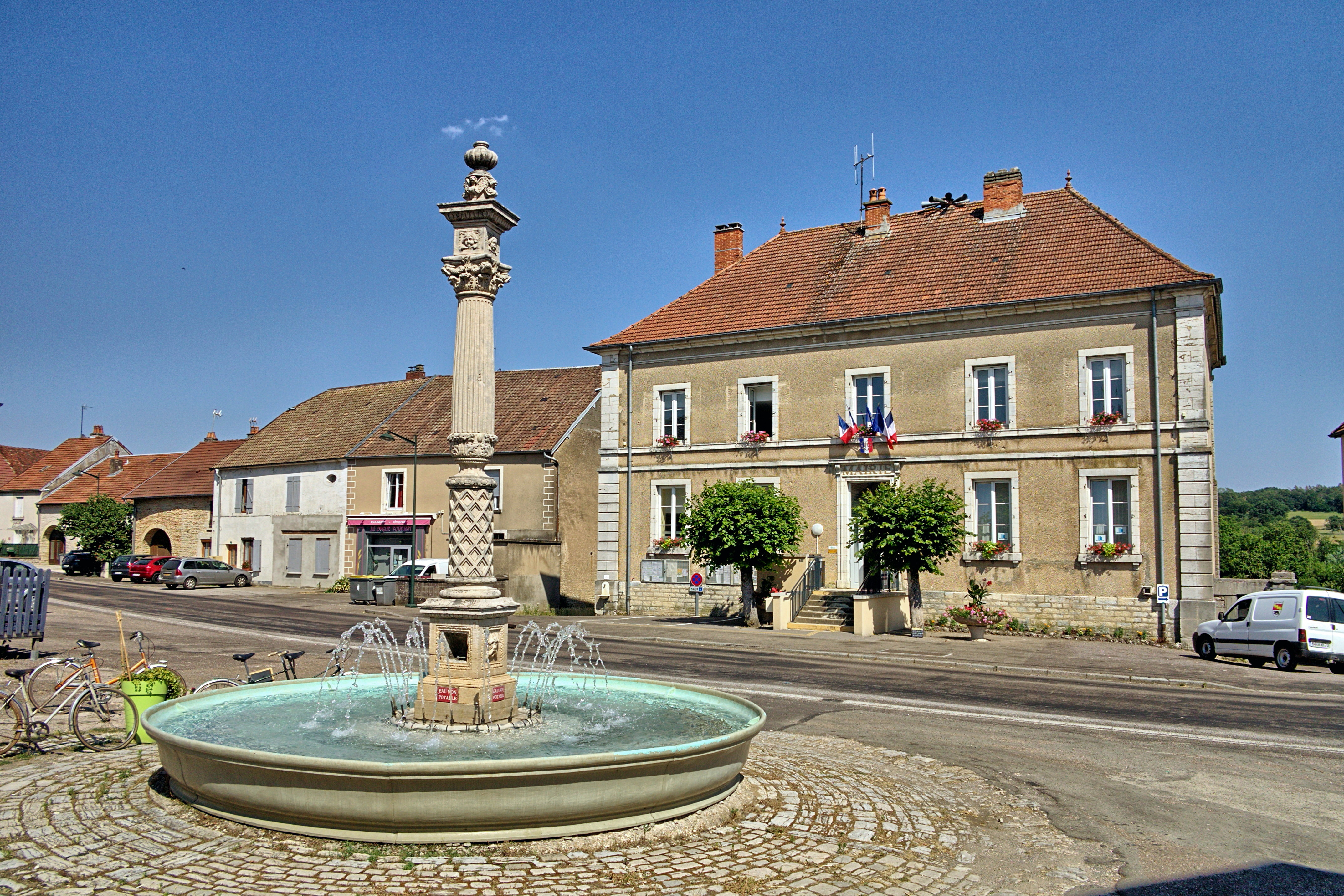
La fontaine en face de la mairie.
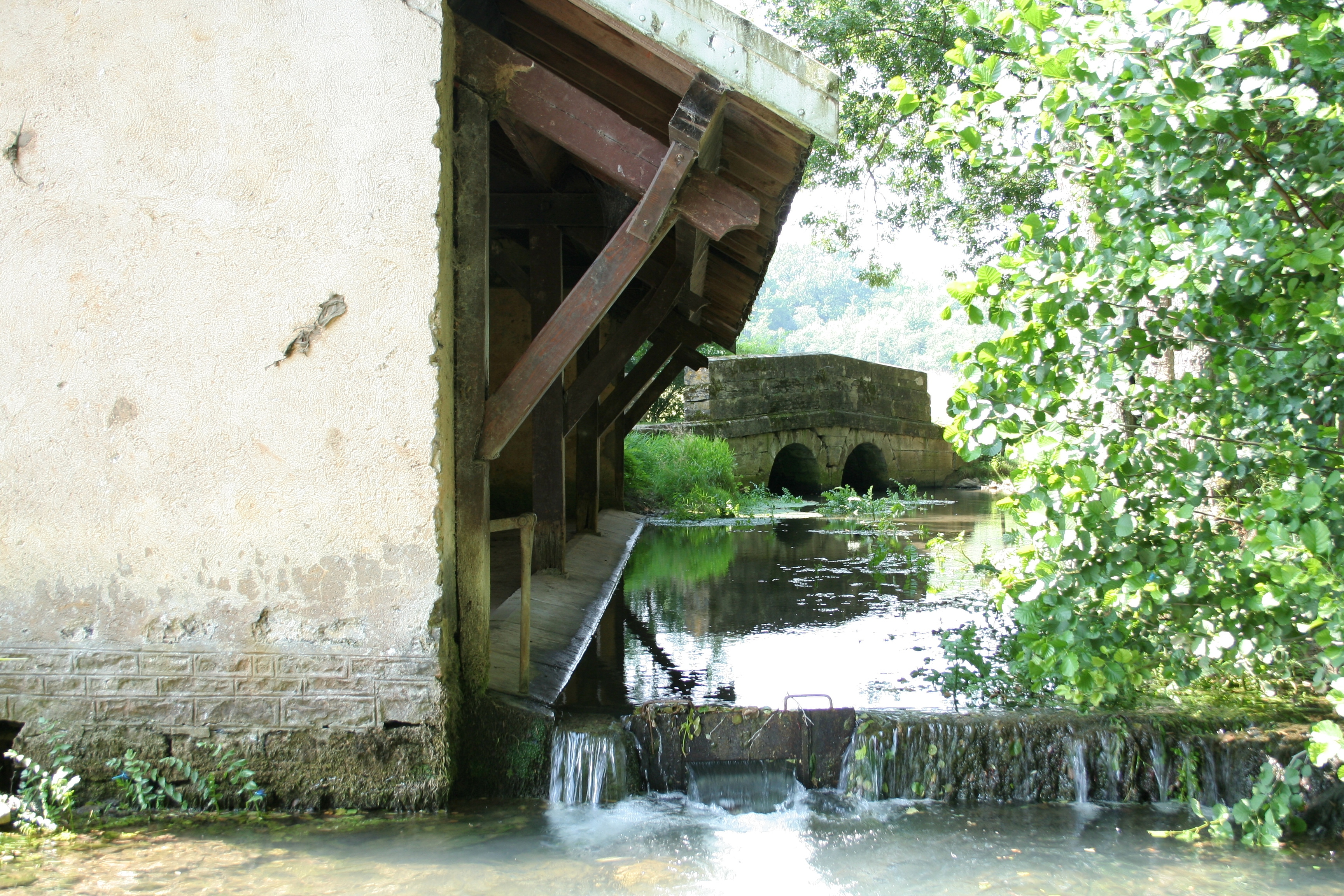
Le lavoir sur le ruisseau de la fontaine des Duits.

### Personnalités liées à la commune
- Eugène Grisot (1866-1936), archer, champion olympique en 1908, né à Fretigney.
- Jean Boillot, homme d'affaires.
- Jeanne Marie Clerc, née le 20 septembre 1886 à Fretigney, grand-mère de Johnny Hallyday.

### Héraldique
| Blason de Fretigney-et-Velloreille | Blason  | Coupé: au 1er de gueules à la bande vivrée d’or, au 2e d’argent à l’ours passant de sable. |
| Blason de Fretigney-et-Velloreille | Détails | Le statut officiel du blason reste à déterminer.                                           |